# Louis Trotry de La Touche
Louis Trotry de La Touche, né le 23 avril 1753 à Chémeré-le-Roi et mort le 22 août 1804 à Craon (Mayenne), est une personnalité de la Révolution française.

## Biographie

### Origine
Le 23 avril 1753 naissait à Chémeré-le-Roi, Louis, fils de Pierre Trotry, sieur de La Touche et sieur de Boischaud, et de Louise Rose Baudouin. Louis était le cadet de dix ans du « chevalier » Pierre Trotry qui fut administrateur et conseiller général. Il avait aussi un second frère qui joua un rôle durant les évènements révolutionnaires dans le Bas-Maine, René Trotry, sieur de la Girardière, également natif de Chémeré-le-Roi le 19 octobre 1744.
À 31 ans, le 7 août 1785, Louis se marie, en l’église paroissiale de Ruillé-en-Anjou, à Anne Marie Louise Bachelier de la Charlière, fille de Jean Bachelier, sieur de la Charlière.

### Négociant
Louis Trotry de La Touche fut tout d’abord négociant à Cossé-le-Vivien. Il avait gardé le titre du fief de la Touche en Chémeré-le-Roi que portait déjà son grand-père Honorable René Trotry, sieur de La Touche.

### La Révolution française
Louis accueillit favorablement la Révolution française. Avec l’aide qu’il apporta à la rédaction des cahiers de doléances, il donna dès le départ un soutien au mouvement réformateur. Il devint administrateur révolutionnaire. Il fut nommé membre du district de Craon. Puis on lui confia la charge de trésorier le 1er mars 1791 et de vice-président du directoire le 30 novembre 1791.
Il demeura dans l’administration du district jusqu’en 1793, outre qu’il s’occupait de ses affaires privées. Cette appartenance à l’administration du district de Craon lui valut, lors de l’attaque de Craon par les Vendéens d’Autichamp remontant vers Saint-Malo puis vers Granville, le désagrément de voir sa maison pillée et ses registres brûlés, le 28 octobre 1793.

### Chouannerie
Il fut soupçonné d'être en rapport avec le chef chouan Tranche Montagne (Brice Denis) qu'il accueillait à la Touche de Chémeré. Il servait en fait secrètement, nous apprennent les notes de l'abbé Angot, conservées aux archives départementales de la Mayenne, dans les chouans, sous le nom de Constantin. Il y eut perquisition chez lui le 21 novembre 1797. Ce qui ne fit que développer l'activité de son commerce dans différentes branches tandis qu'il renonçait de façon feinte ou sincère à la chouannerie…
Sous le Directoire, en 1798, il devint électeur à Cossé et fut désigné par les assemblées primaires comme grand électeur la même année. Il possédait une maison rue des Ursules à Laval
Il était également maire-adjoint de la ville de Craon. Ses activités commerciales lui faisait exporter ses toiles vers la Bretagne et vers l'Espagne, voie naturelle du commerce du Bas-Maine vers l’Amérique et le grand commerce triangulaire (Europe, Afrique, Amérique). Il commercialisait les toiles qu'il faisait fabriquer. 
La région de Cossé était productrice de lin, ce qui alimentait un important artisanat textile. En 1799, il fut soupçonné d'espionnage par sa correspondance avec monsieur Campos de Grenade. À la même époque, lors de l'attaque des chouans contre Chémeré, lorsque les contre-révolutionnaires investirent les rues de la petite ville, il ne s'opposa pas à eux, de façon qu'il fut décrété d'arrestation par les autorités pour non intervention contre les chouans, en tant qu’agent municipal.